# Philodromus gertschi
Philodromus gertschi är en spindelart som beskrevs av Schick 1965. Philodromus gertschi ingår i släktet Philodromus och familjen snabblöparspindlar. Inga underarter finns listade i Catalogue of Life.